# Bahnhof Horka Pbf
Horka Pbf ist der Personenbahnhof der Gemeinde Horka in der Oberlausitz. In dem Bahnhof kreuzen sich die Bahnstrecken Berlin–Görlitz und Węgliniec–Roßlau (Elbe). Letztere Bahnstrecke ist auch unter der Bezeichnung Niederschlesische Gütermagistrale bekannt und führt über den östlich gelegenen Horkaer Güterbahnhof und die Lausitzer Neiße nach Polen. Er wurde im Jahr 1874 eröffnet.

## Geschichte
Bereits seit der Eröffnung der Berlin-Görlitzer Bahn durch die Berlin-Görlitzer Eisenbahn-Gesellschaft (B.G.E.) am 31. Dezember 1867 verlief hier eine Bahnstrecke in Nord-Süd-Richtung, jedoch hatte Horka damals keinen eigenen Personenhalt. Die Reisenden mussten anfangs den etwa drei Kilometer nördlich gelegenen Bahnhof Uhsmannsdorf nutzen. Erst seit der Eröffnung der Bahnstrecke von Kohlfurt (Węgliniec) nach Falkenberg/Elster durch die Oberlausitzer Eisenbahn-Gesellschaft (O.E.) erhielt der Ort seinen Personenhalt. Die Strecke der O.E. verlief in Ost-West-Richtung, sodass die Entscheidung fiel, den Bahnhof am Kreuzungspunkt der beiden Strecken zu errichten. Die Baukosten für den Bahnhof teilten sich beide Eisenbahngesellschaften. Am 1. Juni 1874 wurde der Verkehr aufgenommen.
Die in Ost-West-Richtung kreuzende Strecke verlief auf einem etwa sechs Meter hohen Bahndamm und führte über die ältere Strecke hinweg. Eine 1,8 Kilometer lange Verbindungskurve im Nordosten des Bahnhofs verknüpft bereits seit Eröffnung beide Strecken. Auf dem Verbindungsgleis wurden Güterwagen zwischen den beiden Bahngesellschaften übergeben. Nach ihrer Verstaatlichung im Jahr 1883 wurden die beiden kreuzenden Strecken jeweils einer anderen Eisenbahndirektion unterstellt. Die Bahnstrecke Berlin–Görlitz unterstand der Königlichen Eisenbahndirektion (KED) Berlin und die Bahnstrecke Kohlfurt–Falkenberg der KED Erfurt. Mit der Verwaltungsreform 1895 wechselte der Bahnhof einheitlich zur KED Halle.
In den Jahren 1905 und 1906 fanden im Bahnhof umfangreiche Bauarbeiten statt. Der Bahndamm der Strecke Kohlfurt–Falkenberg wurde für ein zweites Streckengleis verbreitert. Die Strecke erhielt auch eine neue zweigleisige Brücke über die Berlin-Görlitzer Bahn. Die Brücke wurde von der Maschinenfabrik L. E. Christoph in Niesky gefertigt. Die Widerlager der alten Brücke blieben für eine eventuelle Erweiterung um ein Güterzuggleis erhalten. Mit dem zweigleisigen Ausbau der unteren Strecke wurde der alte Bahnsteig zu einem überdachten Inselbahnsteig umgebaut. Er war durch eine Unterführung westlich des Empfangsgebäudes erreichbar. Auf dem Inselbahnsteig entstand südlich der Überführung der Kohlfurt-Falkenberger Bahn ein Toilettengebäude und am nördlichen Ende der Bahnsteigüberdachung eine Wartehalle, in der auch Diensträume untergebracht waren. Der untere Hausbahnsteig wurde weiter als Gepäckbahnsteig genutzt, an dessen nördlichem Ende der Eilgutschuppen lag. Auch auf dem oberen Bahnsteig in Richtung Kohlfurt befand sich am westlichen Ende eine Toilettenanlage. Ihr gegenüber stand auf dem Falkenberger Bahnsteig das Postenhaus 22, in dem auch der Haltepunktwärter unterkam. Neben jeweils einer Treppe führten auf der nördlichen und südlichen Seite des östlichen Brückenwiderlagers jeweils ein freistehender elektrischer Lastenaufzug zu den oberen Bahnsteigen.
Im Jahr 1936 wurden der Bahnhof und der Ort in Wehrkirch umbenannt. Slawische Ortsnamen sollten nach der nationalsozialistischen Ideologie durch germanisierte Ortsnamen ersetzt werden. Nach dem Ende des Zweiten Weltkriegs und der Verschiebung der deutsch-polnischen Grenze zur Oder-Neiße-Linie lag Horka in unmittelbarer Nähe der neuen Grenze. Die zweiten Streckengleise beider Hauptstrecken wurden bereits im Herbst 1945 durch die sowjetische Besatzungsmacht als Reparationsleistung demontiert. Auf der oberen Seite entfernte man das Streckengleis in Richtung Kohlfurt und auf der unteren das Streckengleis in Richtung Berlin. Auch das Bahnhofsgleis 4 fiel unter die Reparationsleistungen. Vom Gleis 5 verblieb nur ein Stück. Das Bahnsteiggleis 1 konnte weiterhin für Zugkreuzungen und das Gleis 3 für Überholungen genutzt werden. Die Treppe zum Bahnsteig in Richtung Kohlfurt wurde gesperrt und der Bahnsteig verwilderte. Das Postengebäude 22 diente als Sport- und Kulturraum. Während der DDR-Zeit entstanden das Anschlussgleis zur Vereinigung der gegenseitigen Bauernhilfe (VdgB) sowie unterschiedliche Bauten zwischen Wasserturm und Signalmeisterei.
Seit 1993 existiert am Bahnhof keine Bahnsteigaufsicht mehr. Neben den zwei Bahnsteiggleisen gibt es zurzeit noch ein Überholgleis und den Abzweig zum Güterbahnhof. Die Gleise sind über insgesamt sechs Weichen miteinander verbunden. Im Jahr 2007 wurde der Bahnsteig an der Bahnstrecke Węgliniec–Roßlau (Horka Hp) abgerissen. Im gleichen Jahr entstand eine neue Brücke über die Berlin-Görlitzer Bahn.
Im Frühjahr 2016 wurde der Wasserturm südlich der Bahnbrücke weitestgehend zurückgebaut. Der Turm besitzt jetzt nur noch ein Drittel seiner ursprünglichen Höhe, hat jedoch ein neues Dach bekommen.
Bis 2018 wurde die Bahnstrecke von der deutsch-polnischen Grenze über Horka bis nach Knappenrode elektrifiziert und durchgängig zweigleisig ausgebaut. In Horka wurde hierfür die Errichtung einer Autotransformatorstation vorgesehen.
Im Reiseverkehr wird Horka in Fahrplanjahr 2022 von der Linie RB 65 (Cottbus–Görlitz–Zittau) der ODEG bedient. Auf der Strecke von Węgliniec nach Niesky gibt es keinen planmäßigen Reiseverkehr mehr. Anlagen des Reiseverkehrs wurden bei der Streckenerneuerung bis 2018 an dieser Strecke nicht wieder errichtet.

## Bauwerke

Blick von Nordwesten

Im Erdgeschoss des zweieinhalbgeschossigen Empfangsgebäudes waren anfangs Dienst- und Warteräume untergebracht. Im oberen Geschoss wohnten der Dienstvorsteher und sein Stellvertreter. Nach der Jahrhundertwende wurde das Empfangsgebäude in nördlicher Richtung verlängert. Zusätzlich erhielt es auf der Falkenberger Seite einen Anbau mit einem Warteraum für den oberen Bahnsteig und eine Treppe als Aufgang. Die bisherigen Wartesäle im Parterre wurden zur Bahnhofswirtschaft umfunktioniert. Die Diensträume mit Fahrkartenausgabe, die Gepäckabfertigung, die Kasse und das Vorsteherzimmer befanden sich seitdem links des Eingangs. Auf dem ehemaligen Treppenaufgang zum Bahnsteig der Falkenberg–Kohlfurter Bahnstrecke errichtete die Preußische Staatseisenbahn die Diensttoiletten im Bahnhof. Die Fahrgäste gelangten über den neuen gepflasterten Seitenweg auf den Bahnsteig. Das obere Geschoss des nördlichen Bahnhofsflügels ist inzwischen unbewohnt, im oberen südlichen Teil hatte die damalige DB-Tochter Arcor Betriebsräume. Das Empfangsgebäude befindet sich inzwischen in Privatbesitz.
Mit der Bahnhofserweiterung um die Jahrhundertwende entstand der Posten 147 für die Schrankenbedienung am Bahnübergang in Richtung Görlitz. Das Stellwerk Hpb (Horka Personenbahnhof Befehlsstellwerk, ab 1952 B2) am nördlichen Ende des unteren Bahnsteigs und das Wärterstellwerk Hpn (Horka Personenbahnhof Nord, ab 1952 W1) existieren erst seit 1913. Weitere Hochbauten waren die Signal- und Fernmeldemeisterei mit Wohnräumen zwischen Wasserturm und Posten 147 sowie ein Feuerlöschgeräteraum hinter dem Eilgutschuppen und die Toilettenanlage am Bahnhofsvorplatz.
Der Inselbahnsteig des Bahnhofs hat eine Nutzlänge von 160,5 m und eine Bahnsteighöhe von 34 cm.